# 東昌寺 (仙台市)
東昌寺（とうしょうじ）は、宮城県仙台市青葉区青葉町にある臨済宗東福寺派の寺院である。仙台の北山に並ぶ禅寺北山五山の一つ。山号は無為山。本尊は釈迦如来。
鎌倉時代に伊達政依によって陸奥国伊達郡桑折（現在の福島県北部）に建立され、伊達氏代々の保護を受けた。陸奥国の安国寺に指定され、また東北地方で諸山とされたのは瑞巌寺と当寺のみである。伊達氏に従って米沢、岩出山を経て慶長5年（1600年）に仙台に移転し、現在に至る。

## 歴史

### 中世
13世紀後半、陸奥国伊達郡桑折に伊達政依が創建した5か寺の中の一つで、弘安6年（1283年）の創建と伝えられる。開山は臨済宗の僧慧雲。政依が建立した寺は東昌寺を含めて5つあり、伊達五山と総称される。
室町時代初期足利尊氏・直義兄弟が全国に設けた安国寺利生塔のうち、陸奥国における安国寺に指定された。
永禄3年（1383年）に伊達宗遠が出羽国の米沢郷夏刈（現在の山形県高畠町北西部）に移した。

### 近世
伊達政宗が岩出山城に転封されたとき岩出山に移り、岩出山に東昌寺址の地名を残した。
さらに慶長5年（1600年）、仙台城の築城にあわせて仙台の北山に移された。現在地とその西隣の青葉神社の地をあわせた場所である。寛永20年（1643年）に寺領として300石を与えられた。仙台藩が定めた寺格は最高の一門格である。寺には一風院、雲門院、護国院、知松院、乾徳院の5つの塔頭が付属した。

### 近現代
明治に入ってから藩の保護は失われ、寺領も取り上げられ、塔頭は相次いで廃止になった。明治6年（1873年）に境内の西半分を新設の青葉神社に譲り、建物を東側に移した。明治9年（1876年）に火災にあい、主要建物を喪失した。その後長く仮堂で過ごし、明治33年（1900年）になってようやく殿堂・庫裏の再建がなった。

### 年表
- 弘安6年（1283年） - 創建。
- 永徳3年（1383年） - 米沢に移転。
- 天正18年（1590年） - 岩出山に移転。
- 慶長5年（1600年） - 北山に移転。
- 慶長17年（1612年） - 塔頭5院を立てた。
- 嘉永元年（1848年） - 殿堂など修理寛政。
- 1873年（明治6年） - 青葉神社に土地を割き建物を移す。
- 1876年（明治9年）4月18日 - 火災で主要建築物を焼失。
- 同年6月 - 仮堂の建立。
- 1898年（明治31年） - 知松院が火災で焼失。
- 1900年（明治33年）3月 - 殿堂、庫裏の竣工。
- 1952年（昭和27年） - 山門の改築。
- 1995年（平成7年）3月20日 - 東昌寺のマルミガヤが国の天然記念物に指定された[3]。
- 1997年（平成9年） - 会館と庫裏を建て直した[4]。

## 文化財

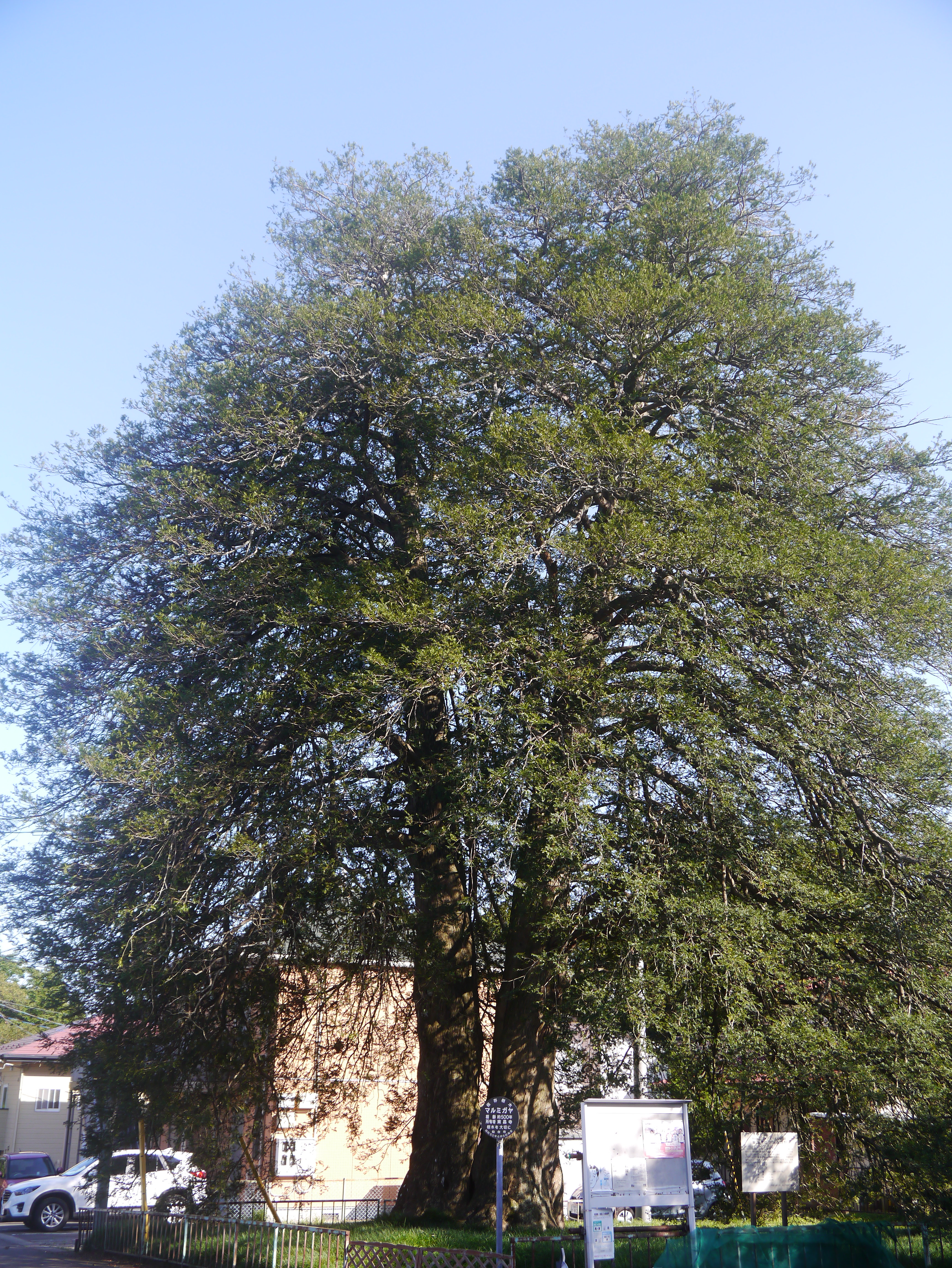
東昌寺のマルミガヤ

- 伊達政宗木像（伊達忠宗寄進）
- 伊達虎千代丸木像（忠宗の寄進）
- 伊達虎千代丸肖像画（岩佐又兵衛筆）
- マルミガヤ（国の天然記念物）